# LT-21
Production
Diffusion
LT-21 est une série télévisée française écrite et réalisée par Mélisa Godet et diffusée du 12 octobre au 2 novembre 2023 sur OCS Signature.
Cette dystopie est une coproduction de Trésor Prod et Une Fille Productions pour la chaîne d'Orange OCS Signature,.

## Synopsis
La France est en proie au virus LT-21 dont les victimes ne meurent pas mais développent une amnésie rétrograde. Gabriel et Asia, médecins, tentent d'arrêter l'épidémie. Cependant, Gabriel contracte la maladie en sauvant un garçon contaminé. En même temps, Asia est emmenée sur une île secrète où sont protégés les intellectuels choisis afin de sauvegarder leur mémoire. Toutefois, les membres de la Métanoïa considèrent que le virus est l'occasion pour tout recommencer.

## Distribution
- Léonie Simaga : Asia Dialo
- Arnaud Valois : Gabriel Lemazec
- Aurélia Petit : Générale Monier
- Patrick Bouchitey : Joseph Dremen
- Iliana Belkhadra : Naidra
- Léo Angel : Charlie
- Phillip Schurer : Warren
- Gaspard Meier : Antoine
- Olivier Rosemberg : Adam
- Clément Aubert : Stéphane

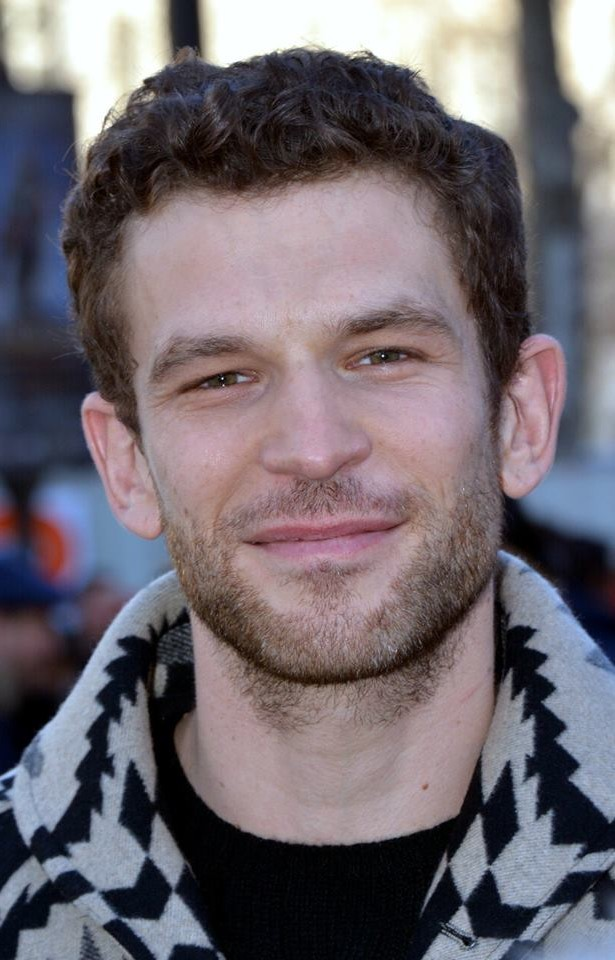
Arnaud Valois.

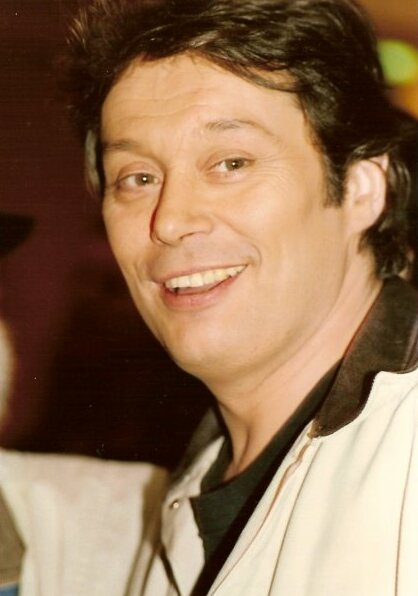
Patrick Bouchitey.

- Guillaume Duhesme : commandant Berthot
- Aimen Derriachi : caporal Fikri
- Mauricette Gourdon : Colette

## Production

### Genèse et développement
La série est écrite et réalisée par Mélisa Godet,.
La créatrice Mélisa Godet raconte comment elle a imaginé LT-21 : « Tout est parti d'un appel à projet du fonds OCS signature, en 2020. Il fallait faire une série de genre en format 26 minutes tournant autour du thème de l'amnésie. On était dans ce moment où le virus commençait à arriver du côté de Wuhan. Et une nuit, j'ai fait un rêve où j'ai tout mélangé. J'ai imaginé ce virus très contagieux arrivant de Chine, mais qui effacerait la mémoire. Le Covid a ensuite nourri l'écriture […] Mais assez vite, j'ai voulu mettre une distance par rapport au Covid, en disant que le virus LT-21 ne ferait pas un seul mort. On est plus dans une mort symbolique ».
Emma Javaux, coproductrice de la série explique : « On a travaillé avec un virologue qui avait beaucoup étudié Ebola. Il nous a posé beaucoup de questions auxquelles on n'aurait pas pensé, ce qui nous a permis d'enrichir le scénario ».
À propos du budget qui était limité, Emma Javaux précise : « On a réussi à négocier avec la région Bretagne qui nous a beaucoup soutenus. On a pu tourner dans des forts mais aussi dans la base militaire marine de Lorient ».

### Attribution des rôles
Emma Javaux explique que la série de huit épisodes devait se tourner très vite, ce qui imposait un rythme élevé aux acteurs : Arnaud Valois, Léonie Simaga et Olivier Rosemberg notamment ont accepté le défi. « On a travaillé avec de formidables acteurs. Ils savaient à quoi s'attendre et ils ont joué le jeu ».

### Tournage
Le tournage de la série a lieu du 3 mai au 29 juin 2022 en Bretagne et en Île-de-France.
Des scènes sont tournées en mai 2022 en Bretagne dans le village de Kervern (Locmiquélic), à Penthièvre, à la citadelle de Port-Louis, à Quiberon, à Erdeven et à Lorient, notamment dans l'ancienne base sous-marine. Des techniciens et des comédiens bretons ont collaboré à la série.
La créatrice Mélisa Godet explique : « Filmer le monde extérieur et des villes censées être confinées, c'est compliqué. Donc j'ai polarisé le récit sur deux décors principaux : cet hôpital, qui devient un centre de quarantaine, en vase clos, dont plus personne ne sort. Et cette île un peu bizarre, où des intellectuels sont à l'abri du virus, pour poursuivre les recherches ». Pour les scènes tournées dans ce bunker militaire insulaire elle précise : « On a filmé au fort de Penthièvre, placé à l'entrée de la presqu'île de Quiberon en Bretagne. C'est un terrain militaire, qui sert de lieu d'entraînement commando. L'armée nous a accueilli pour le tournage et on a dû cohabiter avec quelques militaires qui étaient en entraînement… Ce qui était aussi pratique pour des questions basiques sur la corporation. Du genre : à quel moment on met le béret ? Ou le casque ? On avait des conseillers techniques à disposition ».

### Fiche technique
- Titre français : LT-21
- Genre : Drame, science-fiction, dystopie[2]
- Production : Alain Attal, Emma Javaux[1]
- Sociétés de production : Trésor Prod, Une Fille Productions[1],[2]
- Réalisation : Mélisa Godet[1],[2]
- Scénario : Mélisa Godet[1],[2]
- Musique : Adrien Prévost
- Décors : Ninon de La Hosseray
- Costumes : Elsa Bourdin
- Photographie : Fabien Faure
- Son :
- Montage : Thomas Fernandez
- Maquillage :
- Pays de production :  France
- Langue originale : français
- Format : couleur
- Nombre de saisons : 1
- Nombre d'épisodes[1] : 8
- Durée : 26 minutes[1]
- Date de première diffusion : 12 octobre 2023 sur OCS[2],[6]

## Épisodes
1. Faire avec
2. Faire confiance
3. Faire semblant
4. Faire face
5. Faire connaissance
6. Faire peur
7. Faire des sacrifices
8. Faire mieux

## Accueil critique
Le Figaro Magazine souligne que « Imaginée en 2020 par la scénariste et réalisatrice Mélisa Godet dans le sillage de la crise sanitaire, la série déclinée en huit épisodes de 26 minutes est contrainte à l'évidence par une très stricte économie. Mais ce ne sont pas ici les moyens qui comptent. C'est l'ensemble des questions qu'elle pose ».